# Miconia sanguinea
Miconia sanguinea är en tvåhjärtbladig växtart som först beskrevs av David Don, och fick sitt nu gällande namn av José Jéronimo Triana. Miconia sanguinea ingår i släktet Miconia och familjen Melastomataceae. Inga underarter finns listade i Catalogue of Life.